# Guaymas
Guaymas (offiziell Heroica Guaymas de Zaragoza) ist eine Stadt im mexikanischen Bundesstaat Sonora mit 113.082 Einwohnern (2010). Sie liegt im Süden Sonoras im Municipio Guaymas, 117 Kilometer südlich von Hermosillo. Guaymas wurde 1769 gegründet.

## Tourismus
Guaymas ist dank seiner Lage ein beliebter Ferienort. Insgesamt befinden sich 24 Hotels in der Stadt. Sehenswürdigkeiten sind unter anderem die Kirche von San Fernando und der städtische Palast.

## Söhne und Töchter der Stadt
- Plutarco Elías Calles (1877–1945), mexikanischer Präsident 1924–1928
- Silvia Pinal (1931–2024), Schauspielerin
- Alberto Vázquez Gurrola (* 1940), Schauspieler und Sänger
- Leticia Calderón (* 1968), Schauspielerin
- Raúl Castañeda (1982–2017), Boxer im Halbfliegengewicht
- Juan Carlos Valenzuela (* 1984), Fußballspieler